# Droit nigérien
Le droit nigérien est le droit appliqué au Niger depuis l'indépendance de la France le 3 août 1960.

## Sources du droit

### Constitution
La Constitution est la loi suprême de l’État,.

### Traités et accords internationaux
Les traités et accords internationaux ont une valeur supérieure aux lois dès lors qu'ils sont ratifiés et qu'ils ont été appliqués par l’autre partie. Au Niger, la négociation et la ratification des traités et accords internationaux relèvent du Président de la République.
Le Niger est membre de l'Organisation pour l'harmonisation en Afrique du droit des affaires, dont il a signé le traité initial du 17 octobre 1993 ainsi que le traité portant révision du traité du 17 août 2008.

### Législation
Le loi occupe la troisième place dans la hiérarchie des normes. Le Parlement dispose du pouvoir législatif selon la Constitution. Les lois organiques sont obligatoirement soumis au contrôle de la Cour constitutionnelle car elles complètent la constitution et les lois ordinaires.
Le droit écrit au Niger se compose du droit colonial et du droit écrit « national ». Le droit en vigueur avant l'indépendance est une source d'incertitude du droit nigérien. Selon certains, les normes datant de l’époque coloniale ne sont plus en vigueur, cependant, d'autres considèrent que, là ou le législateur nigérien n’a pas encore légiféré, les textes pré-indépendances sont encore en vigueur. Le constituant nigérien n’a maintenu l'application que des textes applicables en métropole et étendus aux colonies, et pas uniquement des textes appliqués en métropole.

### Règlements
Les actes réglementaires sont des actes adoptés par l’exécutif adoptés soit en exécution d'une loi, soi en vertu d'un pouvoir réglementaire autonome. L'article 84 dispose que ce qui n’est pas du domaine de la loi est du domaine réglementaire,.

### Droit coutumier
La place de la coutume dans l'ordre juridique a été déterminée par la loi de 1962 fixant l’organisation judiciaire (articles 63 à 68) et la loi no 2004-50 du 22 juillet 2004 sur l’organisation judiciaire (articles 51 à 53).
Les matières relevant de la coutume sont :
- les personnes et la famille, l’état des personnes, la famille, le mariage, le divorce, la filiation, les successions, les donations et les testaments,
- et les litiges relatifs à la propriété ou à la possession des immeubles non-immatriculés et les droits liés. Dans ce dernier domaine, la coutume constitue le droit commun.

## Organisation juridictionnelle

### Organisation judiciaire

#### Premier degré de juridiction

##### Tribunaux d'instance et de grande instance
Les tribunaux d'instance et les tribunaux de grande instance sont des juridictions de droit commun en toute matière à l’exception de celles dont la compétence est dévolue à d’autres juridictions, ils sont compétents toutes les fois que les sommes sont supérieures à un million de francs. 
Il y a huit TGI, un pour chaque chef-lieu de région (à l’exception de Niamey). Les tribunaux d'instance sont installés dans les chefs-lieux de département. 

##### Cours d'assises
Les cours d’assises sont juges en matière criminelle, le siège et le ressort des cours d’assises sont les mêmes que ceux des tribunaux de grande instance et les modalités de leur organisation et fonctionnement sont fixées par le code de procédure pénale. 

#### Cour d'appel
Les cours d’appel constituent les juridictions de droit commun du second degré. Il y a deux cours d’appel au Niger : une à Niamey (dont le ressort est Niamey, Tillabery, Dosso, Tahoua) et une à Zinder (dont le ressort est Zinder, Maradi, Diffa et Agadez). 

#### Cour suprême
La Cour suprême est la juridiction supérieure de l’organisation judiciaire siégeant à Niamey. Elle juge en droit, et non pas en fait. Les arrêts qu'elle rend le sont en dernier ressort.

### Autres cours

#### Haute Cour
La Haute Cour de justice est la juridiction compétente pour juger le président de la république pour haute trahison. Elle est aussi compétente pour juger les membres du gouvernement en raison des crimes ou délits accomplis dans l’exercice ou à l’occasion de l’exercice de leurs fonctions.

#### Cour constitutionnelle
La Cour constitutionnelle est la juridiction chargée du contrôle de la conformité des lois à la constitution. Elle est régis par la loi 2000-11 du 14 août 2000, modifiée par la loi 2004-16 du 8 février 2004, déterminant l’organisation, le fonctionnement et la procédure à suivre devant la cour constitutionnelle.

## Sources

## Compléments